# Черниш Дмитро Єгорович
Дмитро Єгорович Черниш (нар. 10 листопада 2004, Нікополь, Дніпропетровська область, Україна) — український футболіст, півзахисник полтавської «Ворскли».

## Клубна кар'єра
Вихованець ДВУФК (Дніпро) та запорізького «Металурга», у футболці яких виступав у ДЮФЛУ.
У липні 2021 року підписав контракт з «Ворсклою», за яку спочатку виступав у юнацькому чемпіонаті України. За першу команду полтавчан дебютував 12 березня 2023 року в нічийному (2:2) виїзному поєдинку 17-го туру Прем'єр-ліги України проти рівненського «Вереса». Дмитро вийшов на поле на 71-й хвилині замість Євгена Павлюка.

## Кар'єра в збірній
У березні 2023 року потрапив до списку гравців юнацької збірної України (U-19) для участі в еліт-раунді юнацького чемпіонату Європи 2023 року. У футболці юнацької збірної України (U-19) дебютував 22 березня 2023 року в програному (1:2) поєдинку групи 3 кваліфікації юнацького чемпіонату Європи 2023 проти Люксембургу. Черниш вийшов на поле на 59-й хвилині замість Кирила Сігеєва. На вище вказаному турнірі зіграв 3 поєдинки.